# Мосейчук, Виктор Николаевич
Виктор Николаевич Мосейчук (род. 15 ноября 1951, Челябинск) — советский и российский самбист и дзюдоист, тренер по дзюдо. Мастер спорта СССР, Заслуженный тренер России.

## Биография
Родился в 1951 году в Челябинске. С юношеских лет занимался самбо и дзюдо.Тренировался под руководством Ю. Е. Попова. Выполнил норматив на звание Мастера спорта СССР по дзюдо и самбо. Двукратный победитель первенств СССР (1969, 1970). Победитель международного турнира «Олимпийские надежды» (1970, Берлин).
В 1974 году окончил Омский государственный институт физической культуры, после чего начал работать в МОУ ДОД "СДЮСШОР «Локомотив» по дзюдо. На данный момент является старшим тренером-преподавателем, тренером высшей категории.
Член Совета Союза самбо и дзюдо имени Х. М. Юсупова.
Всего посвятил тренерской работе более 40 лет своей жизни. Среди подопечных Виктора Николаевича — чемпион и призёр чемпионатов СССР, СНГ и России, победитель международных турниров, мастер спорта СССР международного класса Гиви Гаургашвили и участник Олимпийских игр 2016 года в Рио-де-Жанейро; мастер спорта России международного класса Денис Ярцев; серебряный призер первенства СССР Марк Горбунов, бронзовые медалисты первенств СССР и России Александр Полторак и Александр Кулаков.